# Keijo Komppa
Keijo Emil Kalervo Komppa (* 10. April 1928 in Helsinki; † 22. Juni 2009 ebenda) war ein finnischer Schauspieler und Regisseur.

## Leben
Komppa arbeitete viel im Bereich Schultheater und schloss 1967 eine Ausbildung als Theaterregisseur ab. Bereits in den 1930er Jahren war er Kinderdarsteller im Theater gewesen. Ende des dann folgenden Jahrzehnts war er am Helsingin Kaupunginteatteri engagiert; dann stand er von 1952 an drei Jahre dem Schülertheater vor.
Sowohl im Radio wie im Fernsehen und auch wieder im Film wurde er dann zum respektablen Charakterdarsteller und Regisseur, der auch für Trickfilme als Synchronsprecher tätig war.

## Filmografie (Auswahl)
- 1953: Varsovan laulu
- 1969: Vodkaa, komisario Palmu
- 1976: Vertrauen (Doverie)
- 1988: Der Glanz und das Elend des Daseins (Ihmiselon ihanuus ja kurjuus)
- 1991: Army of Zombies (Kadunlakaisijat)